# كابتن كريم وقطار الحكايات
كابتن كريم وقطار الحكايات هو مسلسل كارتوني هادف للأطفال يهدف المسلسل لجعل الأطفال على حب استكشاف وتخيل والقراءة والثقة في نفس الطفل وهذا مسلسل من فكرة ريبيكا إلغار

## الشخصيات
- كابتن كريم
- عصفورة
- جميلة
- فلولة
- لبلوب
- الخرفان
- فوم فوم
- حبوبة
- تيك وتاك
- لولو وليلي

## الأصوات العربية
- هشام أبو سليمان (كابتن كريم)
- ألين سعادة
- فاتن خليفة
- رانيا مروة (لبلوب)